# 中之瀨站
中之瀨站（日语：／ Nakanose eki */?）是位於熊本縣熊本市畫圖町，熊延鐵道的鐵路車站（廢站）。

## 歷史
- 1915年（大正4年）4月6日 - 御船鐵道（後來成為熊延鐵道）開通，此站啟用[1]。
- 1964年（昭和39年）3月31日 - 熊延鐵道廢線，此站也被廢除[1]。

## 車站設施
此站是地面車站，設有1面1線單式月台。

## 現狀
車站遺址變成國道266號濱線繞道的一部分。

## 相鄰車站
熊延鐵道
良町－中之瀨－鯰

## 注腳
1. 1 2  今尾惠介《日本鐵道旅行地圖帳》12號九州沖繩 北信越（新潮社、2008年）p.46

## 相關項目
- 日本鐵路車站列表 Na